# Llandudno F.C.
MBi Llandudno F.C. (wal. Clwb Pêl-droed Llandudno) – walijski klub piłkarski z siedzibą w mieście Llandudno na północy kraju.

## Historia
Chronologia nazw:
- 1988: Llandudno F.C.
- 21.07.2015: MBi Llandudno F.C.

Klub został założony w 1988 roku jako Llandudno F.C.. Wcześniej w Llandudno funkcjonował klub Gloddaeth Rovers, który został założony w 1878 i był jednym z członków założycieli Welsh National League (North) w 1921 roku. W 1923 roku zespół zwyciężył w Welsh National League (North), a w 1930 zdobył Puchar Ligi. Również w 1926 zdobył North Wales Combination FA Cup, a w 1929 North Wales Amateur Cup. W 1931 roku FAW skierował klub do gry we wschodniej Walii, ale Llandudno odmówił, przez co klub został zawieszony. Llandudno był jednym z członków założycieli Welsh League (North) w 1935 roku i pozostał w lidze aż do rozpoczęcia II wojny światowej w 1939 roku, a następnie powrócił w 1945 i występował w niej aż do 1974 roku. Klub został mistrzem Welsh League w 1936 i powtórzył ten wyczyn w następnym sezonie, oprócz tego zdobył North Wales Amateur Cup w 1948 i 1962, Alves Cup w 1951 oraz Cookson Cup w 1965 roku.
W 1988 klub został reorganizowany i otrzymał obecną nazwę. Zespół występował w Welsh National League (North). W 1991 roku przeniósł się do obecnego stadionu w Maesdu Park. W 1993 awansował do Cymru Alliance, w której przez kolejne 3 sezony zajmował 4 miejsce. W 1997 i 2009 uplasował się na trzecim miejscu, w 2003 był drugi, a w 2015 zdobył mistrzostwo Cymru Alliance i awansował do Welsh Premier League.

## Sukcesy

### Trofea międzynarodowe
Nie uczestniczył w rozgrywkach europejskich (stan na 31-05-2015).

### Trofea krajowe
| \| \| Zdobyte trofea w rozgrywkach Walii (stan na: 31-05-2015) \| |                                                          |      |            |
| Rozgrywki                                                         | Osiągnięcie                                              | Razy | Sezon(y)   |
| Mistrzostwo                                                       | I miejsce                                                | 0    |            |
| Mistrzostwo                                                       | II miejsce                                               | 0    |            |
| Mistrzostwo                                                       | III miejsce                                              | 0    |            |
| Mistrzostwo                                                       | ? miejsce                                                | 1    | 2016       |
| Puchar                                                            | zdobywca                                                 | 0    |            |
| Puchar                                                            | finalista                                                | 0    |            |
| Puchar                                                            | 1/8 finału                                               | 1    | 2012       |
| II liga                                                           | I miejsce                                                | 1    | 2015       |
| II liga                                                           | II miejsce                                               | 1    | 2003       |
| II liga                                                           | III miejsce                                              | 2    | 1997, 2009 |
| Walia                                                             | Zdobyte trofea w rozgrywkach Walii (stan na: 31-05-2015) |      |            |

## Stadion
Klub rozgrywa swoje mecze domowe na stadionie Park MBi Maesdu w Llandudno, który może pomieścić 1100 widzów.

## Europejskie puchary
Legenda do wszystkich tabel:
- Q – runda eliminacyjna, 1/16, 1/8, 1/4, 1/2 – odpowiednia faza rozgrywek, Grupa – runda grupowa, 1r gr – pierwsza runda grupowa, 2r gr – druga runda grupowa, F – finał, R – runda, PO – play-off
- k. – rzuty karne, los. – losowanie, Dogr. – dogrywka, w. – zasada bramek strzelonych na wyjeździe

| Sezon   | Rozgrywki   | Runda | Przeciwnik   | Dom | Wyjazd | Ogólnie |
| ------- | ----------- | ----- | ------------ | --- | ------ | ------- |
| 2016/17 | Liga Europy | 1Q    | IFK Göteborg | 1–2 | 0–5    | 1–7     |